# Tokharere
Tokharerne var et indoeuropæisk folk, der levede i Tarimbækkenet i Centralasien. Det ligger i dag i den nuværende Xinjiangprovins i Kina. De forsvandt for ca. et tusind år siden, og selv om deres civilisation blev "opdaget" af vestlige forskere for næsten hundrede år siden, er den stadig ret ukendt. I løbet af 1980'erne begyndte man at finde 2000-4000 år gamle og sandsynligvis tokhariske mumier med europæisk udseende i det vestlige Kina, og det har kastet et interessant lys over deres fjerne fortid. Desværre har visse lighedstræk med keltisk kultur (nogle af mumierne var iført dragter med mønstre og vævning som genkendes fra kiltstof) fremkaldt den forkerte opfattelse, at tokharerne skulle stamme fra keltere, der havde slået sig ned i Centralasien.
En nyskrevet artikel (Hemphill and Mallory, 2004) når til følgende konklusioner:
| Citat | Denne undersøgelse bekræfter den påstand, som Kangxin Han fremsatte i 1998 om, at indbyggerne i Alwighul og Krorän ikke nedstammer fra protoindoeuropæiske steppefolk, men har tættere tilknytning til mellemøstlige folk. Desuden viser resultaterne, at denne mellemøstlige type også kan findes i Oxus-civilisationens bycentre, som ligger i de nordbaktriske oaser mod vest. Forbindelsen er særligt tydelig mellem Krorän, det seneste af Xinjianfundene, og Sapalli, som er det tidligste af fundene fra Baktrien, mens Alwighul og senere fund fra Baktrien viser fjernere tilknytning. Dette mønster kan muligvis afspejle et større skift i kontakterne mellem Centralasiens regioner i løbet af de første århundreder af det 2. årtusinde f.Kr.. | Citat |
|       | |       |

Kineserne har bevaret vigtige vidnesbyrd om tokharerne i deres gamle skrifter, men desværre giver de ikke nogen antydning om tokharernes sprog. Det var først arkæologiske ekspeditioner i begyndelsen af det 20. århundrede, der viste, at de talte indoeuropæiske sprog, som havde afgørende fællestræk med de nuværende, europæiske sprog: Tokharisk har store dele af ordforrådet fælles med germanske og græske sprog. Inden for den sproglige morfologi står tokharisk dog nærmere på den italo-keltiske gren af de indoeuropæiske sprog, men i det store og hele har de tokhariske sprog et meget gammelt præg.
De nævnte ekspeditioner blev foretaget af englænderen Aurel Stein, tyskerne Albert Grünwedel og Albert von Le Coq, franskmanden Paul Pelliot, og af russiske og japanske forskere. De fandt ruiner og klippehuler med et stort antal velbevarede skrifter og genstande fra de tokhariske kulturer i det 1. årtusinde e.Kr.

## Tokharernes hjemsted
Tokharerne levede i den nuværende kinesiske provins Xinjiang (Sinkiang), eller mere præcist i den midterste del af provinsen, hvor Tarimbækkenet ligger. Dette område afgrænses mod nord af "Himmelbjerne" (Tien Shan på kinesisk), mod syd af Kunlun og Altyn og mod vest af Pamir. Det meste dækkes af Taklamakanørkenen, der mod øst går over i Gobiørkenen. I den østlige del finder man også Lop Nor, en saltsump, hvis areal er svundet betydeligt ind i dag.
Befolkningen var først og fremmest koncentreret i oaserne langs den nordlige del af Tarimbækkenet. Silkevejen gik gennem området mellem Kashgar (39°28'N; 76°03'Ø) og Yumen (39°50'N; 97°34'Ø), men den delte sig i to ruter, henholdsvis langs den nordlige og den sydlige udkant af Taklamakan.
- Byerne langs nordruten var (fra øst mod vest):

Turfan (42°59'N; 89°11'Ø), Korla (41°39'N; 86°08'Ø), Kucha (41°39'N; 82°54'Ø) og Aksu (41°10'N; 80°15'Ø).
- Byen Loulan (40°9'N; 89°5'Ø) lå på "mellemruten", der blev opgivet i det 6. århundrede.

- Langs sydruten var det:

Khotan (37°6'N; 80°1'Ø), Pishan (37°37'N; 78°18'Ø) og Yarkand (37°52'N; 77°24'Ø).
Der har næsten aldrig været nogen samlet statsdannelse i området på grund af dets store udstrækning og besværlighederne med at rejse fra oase til oase. Byerne langs den nordlige rute svarer til fortidens kongeriger, og også langs sydsiden af Tarim fandtes der nogle kongeriger i det 1. årtusinde, men de sygnede hen, efterhånden som ørkenen bredte sig.
Det er klart, at tokharerne drog fordel af den handel, som silkevejen bragte med sig, men de udnyttede også de goder, som kunne dyrkes på stedet. Den berømte kinesiske munk, Xuanzang, der drog til Indien i sommeren 629 for at studere buddhismen i dens oprindelsesland, skrev om Kucha: "Jorden er velegnet til dyrkning af Rød Hirse og Hvede. Desuden kan der dyrkes ris af den type, som kaldes gengtao, vindruer, granatæbler og store mængder af pærer, blommer, ferskener og mandler. I landet findes miner med guld, kobber, jern, bly og tin". Syd for Karashar var der desuden sølvminer, som leverede det sølv, der blev brugt til udmøntning.
Kort efter år 400 berettede en anden kinesisk rejsende, Zhimeng, at "i byen Kucha findes der høje tårne og pavilloner i flere etager. De er udsmykket med guld eller sølv". Kineserne var imponerede over det vældige kongeslot, hvor rummene var "store og imponerende og udstyret med langgan, guld og jade". Langgan var en rød variant af jade, som folkene i Tarimbækkenet leverede til kineserne i oldtiden. Der er absolut intet tilbage af disse strålende byer, og det var snarere udpining af de naturlige ressourcer end afmatning af trafikken langs silkevejen, som førte til Tarimbækkenets nedgang.

## De tokhariske sprog
Blandt de manuskripter, som blev bragt hjem fra Tarimbækkenet af europæiske og japanske ekspeditioner, var nogle skrevet på et ukendt sprog, som man først kaldte ”sprog 1”. Den tyske forsker F.W.K. Müller, der var specialist i tyrkiske sprog, gav det navnet tokharisk i 1907. I 1908 beviste to specialister i indiske sprog, Émile Sieg og Wilhelm Siegling, at sproget havde et indoeuropæisk præg. Noget senere offentliggjorde den franske forsker Sylvain Lévi de første oversættelser af nogle tekster. Opklaringen havde ikke voldt problemer overhovedet, for tokharisk var skrevet i den indiske brāhmīskrift, og desuden havde man fundet dokumenter, som var forfattet på både tokharisk og sanskrit.
De ældste dokumenter stammer fra det 6. eller måske det 5. århundrede, men de fleste kommer fra det 7. og 8. århundrede. Selv om de er skrevet på papir, en opfindelse, som blev gjort i Kina omkring vores tidsregnings begyndelse, er de præget af indisk kultur.
I virkeligheden er der ikke kun ét sprog, men to forskellige, som først blev kaldt henholdsvis "tokharisk A" og "tokharisk B". I egnen ved Kucha har man kun fundet manuskripter, skrevet i "tokharisk B", og derfor kaldes dette sprog også "kuchask". De fleste af manuskripterne, som er på tokharisk A, er fundet i egnen ved Karashar, eller mere præcist i ruinerne af et stort klosterkompleks, Shortshuq, som befinder sig ca. 30 km sydvest for denne by. På den egn fandtes tidligere et kongerige, som blev kaldt Agni i tekster på sanskrit. Derfor bruger man af og til betegnelsen "agnisk" om "tokharisk A", men mere almindelig er betegnelsen "turfansk". I Shortshuq har man desuden fundet manuskripter på kuchask, og der findes tekster på både turfansk og kuchask, som kommer fra forskellige fundsteder i Turfan.

## Navnet "tokharer"
Det diskuteres stadig, om disse folk bør kaldes tokharer, og man har endnu ikke fundet noget endegyldig løsning.
I det 2. århundrede f.Kr. boede der et folk i Baktrien vest for Pamir. De blev kaldt Τόχαροι (Tókharoi) af grækerne (det ses hos Strabo, og hos Ptolemæus), og de har givet navn til regionen, sådan at Baktrien ofte blev kaldt "Tokharistan" i det 1. årtusinde. I en tekst på tyrkisk betegnes sproget A som twqry. Det er vanskeligt at tolke, men F. W. K. Müller har sidestillet det med tokharerne i Baktrien. Han mente derfor, at disse tokharer kunne have talt sproget A, og derfor gav han det navnet agnisk.
Udtrykket tokharisk bør ikke bruges om B-sproget (Kuchask), men det gør man alligevel, fordi det er almindeligt at benævne begge sprogene med samme navn. Takket være tekster på kuchask ved man, at fortidens indbyggere i Kucha selv kaldte sig kuchaer (kuśiññe på deres eget sprog). Det nutidige navn på byen er altså ét af de sjældne spor efter de tokhariske sprog. I dette område fandtes det vigtigste kongedømme i tarimbækkenet, som var langt det folkerigeste, og som man kan kalde Kucha. Den tokhariskkyndige Douglas Q. Adams har anslået, at når man medregner vasalstaterne, så var der i det 7. århundrede ca. 450.000 indbyggere på et areal, der svarer til Nepals, hvilket også svarer til nutidens Storbritannien. I de kinesiske tekster kaldes hovedstaden Yiluolu, og ifølge de samme kilder var byens omkreds en smule mindre end 10 km.
Var de, som talte sprog A, virkelig tokharere? Var de det samme folk, som boede i området ved Karashar og i Baktrien?
Visse argumenter, som var ukendte, mens man begyndte at tyde tokharisk, viser sig nu at have betydning for dette spørgsmål. Man har først og fremmest fundet en kinesisk tekst fra Dunhuang, der ligger ved den østligste ende af Tarimbækkenet, og i den står der, at kongedømmet mellem Kucha og Turfan, dvs. Agni, var yuezhi.
Yuezhierne var et magtfuldt folk, som tidligere levede vest for Gansu, præcist i området ved Dunhuang. Det var nomader og krigere, som kæmpede med bue og pil fra hesteryg. På et ukendt tidspunkt skabte de et imperium, der kontrollerede Tarimbækkenet. I det 2. århundrede f.Kr. blev de besejret af nomader fra Mongoliet, som kaldtes Xiongnu, ofte skrevet "hiung-nu" (det var den kinesiske betegnelse for hunnerne). Ifølge den kinesiske historie forlod en stor del af dem derefter Gansu for at slå sig ned i Baktrien.
Det er muligt, at nogle yuezhi kan være blevet tilbage i egnen ved Karasahr, hvor de kan have grundlagt kongedømmet Agni. På den måde kunne man forklare, at samme sprog blev talt i Agni og Baktrien. Hvis yuezhi-folket i de kinesiske kilder er identiske med tokharoi fra de græske kilder, er det givet, at agni’erne også er tokharer. Ligestillingen yuezhi = tokharoi accepteres af mange specialister, selv om den er vanskelig at bevise.
I det mindste kan man antage, at yuezhi var forfædre til agnierne. I 1966 fremlagde sinologen Edwin G. Pulleyblank flere glimrende argumenter, som kan bevise, at yuezhi talte et tokharisk sprog. Det giver en helt anden dimension til tokharerne: de var ikke blot fastboende, der levede i oaserne ved Tarimbækkenet, men også krigere, der kunne erobre store områder. Det er afgjort, at yuezhi-imperiet havde en enorm indflydelse, lidt svarende til mongolernes, men kineserne begyndte først at omtale dem, da de var svækkede, og derfor ved man meget lidt om dem.

## Tokharernes historie

### Oprindelse
Hvordan går det til, at der blev talt sprog, beslægtet med dem i Europa, vest for nutidens Kina? Det forudsætter en lang vandring, men hvornår foregik den, og hvor udgik den fra? Man kunne lige så godt spørge sig selv, hvad der fremkaldte den vandring, og hvilken vej den fulgte?
Nogle af disse spørgsmål forbliver sikkert ubesvarede, og i stedet kan man notere sig, at ifølge de fleste forskere lå de indoeuropæiske sprogs vugge nord for Sortehavet. Hen mod det 4. årtusinde f.Kr. levede der på dette sted mennesker af en palæoeuropid type, som nu er forsvundet derfra. Disse mennesker blev begravet under gravhøje, som russerne kalder kurganer.
Tæt ved Lop Nor i en egn, som 1.500 år senere skulle tilhøre det tokhariske kongerige Kroraina, har man fundet en gravplads, hvor der ligger individer af palæoeuropid type begravet. Denne gravplads kaldes Qäwrighul, og den dateres til den første halvdel af det 2. årtusinde f.Kr.. Nogle af gravene var omgivet af stencirkler, eller de indeholdt kvindestatuer. Begge dele er karakteristiske for de ældste indoeuropæiske folk, og det er fristende at betragte disse mennesker som tokharernes forfædre.
Før de trængte ind i Tarimbækkenet har tokharerne muligvis boet i det sydlige Sibirien ved den øvre del af Jennisei. I det 3. årtusinde f.Kr. fandtes der på det sted en kultur, som kaldes Afanasievo, som var grundlagt af mennesker med en palæoeuropid type, og som er en ægte udløber af kurgankulturen. Det kan måske vises, at kulturen ved Qäwrighul på sin side er en aflægger af Afanasievo, men det kan ikke gøres endnu.

### Oldtiden
Folkeslagene i Asien har for det mest efterladt sig ganske få skrevne kilder, når man ser bort fra deres naboer, kineserne, som havde en uvurderlig, historisk tradition. Disse folks historie kendes kun, fordi kineserne har nævnt dem, selv om den kinesiske historievidenskab først rigtigt begyndte med Sima Qian, som levede kort efter vor tidsregnings begyndelse. Før den tid har vi kun arkæologien, ellers ligger alt hen i uklarhed.
Takket være kineserne ved man således, at de vigtigste kongeriger i Tarimbækkenet allerede eksisterede ca. 100 år før vor tidsregnings begyndelse, og at de havde en højtudviklet, adminstrativ struktur. I Kucha havde man allerede landbrug med overrislingssystemer, og Kuchaerne var dygtige til at støbe i jern, en teknik som man først beherskede i Europa i Middelalderen.
Den nylige opdagelse af fundstedet ved Djumbulak Kum i den vestlige del af Taklamakanørkenen har givet kendskab til, at kunstvanding blev taget i brug mindst 500 år før vor tidsregning. Stedet omfatter en fæstning, som det har krævet betydelige midler at konstruere. Derfor har der sandsynligvis en centraliseret statsmagt.
Endnu tidligere omtaler de kinesiske kilder folket Quanrong, dvs. "Rong-hundene" (Quan betyder "hund", mens udtrykket rong blev brugt om vestlige barbarer). De var krigeriske, boede i "de flyttende sande", dvs. Taklamakan, hvor de opdrættede masser af dyr. Kong Mu af det kinesiske Zhou-dynasti, som regerede 1001 f.Kr.-967 f.Kr., ifølge den traditionelle kronologi, angreb dem i deres eget hjemland. Han tog fem konger til fange, og det viser, at Rong-hundene ikke dannede en samlet stat på dette tidspunkt.
Der er forskellige kulturelle grunde til at betragte Rong-hundene som Kuchaernes forfædre. Farven hvid rummede f.eks. en vigtig symbolik hos Rong-hundene, mens kineserne og Kuchaerne selv kaldte Kuchafolket for "hvide". Både hos Rong-hundene og hos Kuchaerne kendes festligheder, hvor en ung pige serverede drikkevarer eller mad for mændene. Disse fester var mytiske og forbundet med den søgen efter udødelighed, som var en afgørende del af tokharernes oprindelige religion.
På det grundlag kan man antage, at tokharerne befandt sig i Tarimbækkenet i det mindset fra det 10. århundrede f.Kr.. Mumier, der er fundet i området, er dateret til det 1. årtusinde f.Kr., og var altså muligvis tokharer eller i hvert fald Rong-hunde. Disse lig er udtørret på en naturlig måde, som skyldes klimaet og bestemte egenskaber ved jorden. De kilte, man har fundet, stammer fra egnen ved Hami, som ligger helt ude ved randen af Tarimbækkenet, og der er intet, der gør, at man kan kalde dem tokhariske. Man må anerkende, at de har en slående og forvirrende lighed med keltiske stoffer, men derfra kan man ikke slutte, at der har været en keltisk udvandring til Centralasien. Stofferne kan være bragt dertil af iranske nomader, der vandrede omkring i store dele af fortidens Eurasien, eller vævemetoder og mønstre kan have været et fællesgods, som mange kulturer havde kendskab til.
Indbyggerne i Tarimbækkenet i det 1. årtusinde f.Kr. var almindeligvis ikke af palæoeuropid type. Der er altså opstået en blanding mellem indvandrerne og de lokale befolkninger, og tokharerne i den buddhistiske periode nedstammede fra denne blanding.

### Den buddhistiske periode
Da de havde besejret yüezhi, var xiongnu stolte af deres overtagelse af Tarimbækkenet med alle dets rigdomme. Det var under Han-dynastiet, ét af de mest fremgangsrige i Kinas historie, og for at svække xiongnu, måtte man fordrive dem fra Tarimbækkenet. Kineserne sendte tropper ind i området, og de tokhariske kongeriger befandt sig nu mellem to ”supermagter”, Kina og nomaderne fra Mongoliet. I realiteten var det en ubehagelig situation, som fortsatte gennem store dele af deres historie. Forskrifter for diplomatiske udsendinge, der skulle modtage Tarim-rigernes underkastelse, eller krige, som blev ført i området, fylder de kinesiske krøniker. De omtaler først og fremmest konflikter mellem kongerigerne, og de er næsten tavse om forholdene indenfor de enkelte riger. I de tokhariske tekster finder man næsten heller aldrig brugbare oplysninger. Man ved, at Kuchas og Agnis herskere kaldte sig ”storkonger”, fordi de fulgte de indiske kongers (mahârâjaernes) eksempel.
På passersedler for karavaner fra Kucha har man fundet navnet Suvarnapushpa (Guldblomst), en konge, som herskede i det mindste fra 618, og hans søn Suvarnadeva (Guldgud), som efterfulgte ham i 624. Disse to fyrster har navne på sanskrit, men det andet blev efterhånden tillempet Kuchasproget: Swarnatepe. Xuanzang mødte denne konge og berettede, at han havde ”meget lidt klogskab og evner og lod sig dominere af magtfulde ministre”.
En væsentlig historisk begivenhed er tokharernes omvendelse til buddhismen. Det var den skole, som kaldes sarvâstivâda, og som er knyttet til den hovedretning, som kaldes den lille vogn. Det er ikke kendt, hvornår omvendelsen foregik, men man ved, at omtrent år 300 var buddhismen allerede udbredt i Kucha. Blandt de folk, som bidrog til omvendelsen af tokharerne, var iransktalende folk fra Khotan i den sydvestlige del af Tarimbækkenet. Visse buddhistiske udtryk, som Kuchaerne brugte, stammer fra Khotan.
Buddhismens ankomst forøgede den indiske indflydelse blandt tokharerne. Efter omvendelsen begyndte de at bruge brāhmīskriften til deres tekster. Derfra bredte der sig en skik blandt aristokratiet med at bruge personnavne på sanskrit.
På deres side bidrog Kuchaerne til at omvende kineserne til buddhismen. Allerede i 1913 bemærkede Sylvain Lévi, at visse buddhistiske udtryk på kinesisk ikke stammede fra sanskrit, men fra Kuchask. F.eks. hed det at blive munk "at drage fremad" på sanskrit, men Kuchaerne og kineserne sagde "forlade hjemmet". Når man ville tale om kætteri, brugte Kuchaerne ord fra sanskrit som mithyādrishti (= "forkert synspunkt"), men de brugte også deres eget tillægsord, pärnaññe (= "udvendig") om kætteri. Derfra stammede det kinesiske ord for kætteri, waidao ("den udvendige vej").
Tarimbækkenet var altså ikke bare en vej, som buddhismen fulgte for at komme til Kina. Den slog sig ned der og fik en lokalkolorit, før den fortsatte.

### Afslutningen
Tang-dynastiet, der begyndte i 618 med Li Yuan, blev angrebet af De Blå Tyrker fra Mongoliet (som kineserne kaldte Tujue), ganske som Han-dynastiet kæmpede mod Xiongnu. Efter Li Yuans tronbestigelse sendte kong Suvarnapushpa ham en ambassadør, og i de første regeringsår fastholdt sønnen, Suvarnadeva, venskabelige forhold med Kina, men derefter sluttede han sig til tyrkerne. Andre herskere i Tarimbækkenet havde gjort det samme, og det fremkaldte en militær indgriben fra Kina. Suvarnadeva var død i 646, og det blev hans bror, Haripushpa (Guddommelig blomst), som måtte tage kampen op mod de kinesiske tropper. Kuchaerne kastede alle deres styrker ind i krigen, og de nåede at dræbe en kinesisk general, før de blev besejret i 648. Som gengældelse ødelagde kineserne fem store byer og myrdede alle indbyggerne, ”tusindvis af mænd og kvinder”, som deres kronikører bemærker i al korthed.
Dette hårde slag mod Kucha betød ikke afslutningen for dens civilisation, men den blev mere og mere kinesisk, ligesom det gik resten af byerne i Tarimbækkenet.
I 744 efterfulgte uighurerne de blå tyrker som magthavere i Mongoliet. De blev svækket i 840 efter en invasion af kirgisere. Nederlaget var så alvorligt, at uighurerne flygtede fra Mongoliet. De søgte mod Gansu og derfra til Tarimbækkenet, hvor de først boede i Turfan, men senere i Agni og Kucha.
Tokharer og uighurer blandede sig med hinanden, og det tokhariske sprog forsvandt langsomt, sikkert fordi uighurerne var overlegne i folketal. Mens de levede i Mongoliet, var de konverteret til manikæismen, men efter kontakten med tokharerne blev de lidt efter lidt buddhister. Mange spor efter den tokhariske kultur var sikkert blevet bevaret, hvis uighurerne ikke havde omvendt sig til islam i begyndelsen af det 2. årtusinde.

## Eksterne links
- Serge Papillon: Den tokhariske civilisation (fransk)
- Omniglots tokhariske alfabet. (engelsk)
- TITUS' tokhariske alfabet (tysk)
- Moderne undersøgelser er i gang med at fremstille en tokharisk ordbog.
- Mark Dickens: 'Everything you always wanted to know about Tocharian' Arkiveret 11. oktober 2003 hos  Wayback Machine (hovedvægt på det sproglige)